# Макконнелл, Элайас
Элайас Макконнелл (англ. Elias McConnell, род. в 1985) — американский актёр. В 2003 году сыграл роль фотографа Элайаса в фильме  режиссёра Гаса ван Сента «Слон», который получил «Золотую пальмовую ветвь» Каннского кинофестиваля. После «Слона» Макконнелл снялся ещё в нескольких фильмах.
Увлекается фотографией, музыкой, снимался в качестве фотомодели для модных журналов.

## Фильмография
| Год  |   | Русское название    | Оригинальное название | Роль       |
| ---- | - | ------------------- | --------------------- | ---------- |
| 2003 | ф | Слон                | Elephant              | Элайас     |
| 2006 | ф | Париж, я люблю тебя | Paris, je t'aime      | Эли        |
| 2008 | ф | Харви Милк          | Milk                  | телефонист |
| 2009 | ф | Дом мальчиков       | House of Boys         | хиппи      |